# Frans-Aert Burghgraef
Frans-Aert Burghgraef (Stadskanaal, 21 mei 1983) is een Nederlandse orkestdirigent.

## Loopbaan
Burghgraefs loopbaan begon in de fanfare. Zijn vader dirigeerde bij Crescendo Wedde, Kunst & Strijd en andere HaFaBra-orkesten toen Frans-Aert voor het eerst met hem meeging. Op zijn veertiende was hij eufoniumspeler bij de Provinciale Brassband Groningen.

### Opleiding
Op zijn zeventiende ging Burghgraef naar het conservatorium in Groningen. Hij deed er zijn opleiding eufonium en HaFaBra-directie bij het Noord Nederlands Orkest.
Hij dirigeerde sinds zijn achttiende en op zijn tweeëntwintigste werd het Leeuwardse Soli Brass onder zijn leiding Nederlands kampioen brassbands. Hij bleef er meerdere jaren dirigent. In diezelfde periode kreeg Burghgraef een vaste baan als eufoniumspeler bij de Marinierskapel. Dit was de basis voor zijn studie orkestdirectie aan het conservatorium van Utrecht.
Na een internationale selectie onder tweehonderd dirigenten mocht Burghgraef in 2013 deelnemen aan een masterclass onder leiding van Bernard Haitink, als onderdeel van het Luzern Festival. Zijn talent en toewijding werden opgemerkt door Edo de Waart, die hem selecteerde om een concert te dirigeren met het Antwerp Symphony Orchestra.

### Carrière
Sinds zijn debuut als dirigent in 2014 heeft Frans-Aert Burghgraef een samenwerking opgebouwd met diverse vooraanstaande symfonieorkesten in Nederland. Tot de orkesten waarmee hij heeft gewerkt behoren het Rotterdams Philharmonisch Orkest, het Radio Filharmonisch Orkest, het Noord Nederlands Orkest, het Nederlands Philharmonisch Orkest, het Zuid-Nederlands Philharmonisch Orkest, het Haags Philharmonisch Orkest en Phion. Hij leidde voorts HET Symfonieorkest, het Gelders Orkest, de Lucerne Festival Strings en het Metropole Orkest. In het najaar van 2016 leidde hij voor het eerst Symfonieorkest Nijmegen, met pianist Ivo Janssen als solist.
Burghgraefs muzikale optredens hebben ook internationale erkenning gekregen. Hij werkte samen met gerenommeerde ensembles zoals het St. Petersburg State Symphony Orchestra, het Lucerne Festival Orchestra en de Orquesta Sinfónica de Galicia. Daarnaast diende hij als assistent-dirigent onder de leiding van dirigent James Gaffigan tijdens een uitvoering van La Fanciulla del West in de Bayerische Staatsoper.
Van 2015 tot 2018 vervulde Frans-Aert Burghgraef de rol van assistent-dirigent bij het Radio Filharmonisch Orkest. In deze positie werkte hij nauw samen met chef-dirigent Markus Stenz en werkte hij ook met gastdirigenten als David Zinman, Edo de Waart, James Gaffigan, Vasily Petrenko, Kevin John Edusei, Dima Slobodeniouk, Sir Mark Elder, Martyn Brabbins, Edward Gardner en Bernard Haitink. In 2019 leidde hij het orkest bij de première-opname van Hans Kox' Symfonie nr. 6.
In de zomer van 2021 gaf hij een reeks concerten met het Nederlands Studenten Orkest, waarbij muziek uit Der Ring des Nibelungen ten gehore werd gebracht. In januari 2022 maakte hij zijn debuut in de Zaterdagmatinee-concertserie als dirigent van het Radio Filharmonisch Orkest.
Vanaf oktober 2023 is Burghgraef chef-dirigent van de Koninklijke Militaire Kapel "Johan Willem Friso", het professionele harmonieorkest van de Koninklijke Landmacht, in Assen.

### Coaching van jong talent
In 2017 heeft Burghgraef als coach jonge musici uit heel Europa begeleid in een project van het Koninklijk Conservatorium Den Haag. Datzelfde jaar dirigeerde hij ook concerten met het Nederlands Studenten Kamerorkest.

## Erkenningen
- Januari 2015: Eerste prijs tijdens de Taipei International Conducting Competition. De jury, onder leiding van de Finse dirigent, mentor en talentenjager Jorma Panula, bekroonde zijn prestaties. Als gevolg hiervan werd Burghgraef uitgenodigd om in mei 2017 het Taipei Chinese Orchestra te leiden.[6][2]
- December 2015: Dirigentenbeurs van Het Kersjes Fonds, uitgereikt in het Concertgebouw in Amsterdam.[11][12][13]
- September 2018: Op uitnodiging deelname aan masterclass met Dima Slobodeniouk en zijn Orquesta Sinfónica de Galicia in A Coruña.[14]